# モハメド・アル＝デアイエ
モハメド・アル・デアイエ（Mohammed Al Deayea、1972年8月2日 - ）は、サウジアラビア・ハーイル出身の元サッカー選手。元サウジアラビア代表。ポジションはゴールキーパー。

## 来歴
サウジアラビア代表として178試合に出場した。これは2015年当時の男子サッカー史上2位のキャップ数であった。なお、女子サッカーにおいては元アメリカ代表のクリスティン・リリーの354キャップが最多。
国際サッカー歴史統計連盟（IFFHS）によって、20世紀においてアジアNO.1と認定されたGK。
サウジアラビアが初めて出場したワールドカップ、1994 FIFAワールドカップ初戦のオランダ戦では神懸り的な活躍を見せた。先制点を挙げたサウジアラビアは、優勝候補のオランダを窮地に追い込んだ。デアイエはデニス・ベルカンプやマルク・オーフェルマルスのシュートをことごとくセーブし、その名を世界に知らしめた。最後には自身の決定的なミスもありオランダに敗れたが、その後、モロッコとベルギーを破り決勝トーナメント進出を決めた。
2002年に日韓共催で行われた2002 FIFAワールドカップでは、ドイツ戦で0対8という大敗を喫した。

## 代表歴

### 出場大会
- サウジアラビア代表
  - 1994 FIFAワールドカップ
  - 1998 FIFAワールドカップ
  - 2002 FIFAワールドカップ
  - 2006 FIFAワールドカップ

### 試合数
- 国際Aマッチ 172試合 0得点（1993年-2006年）[3]

| サウジアラビア代表 | 国際Aマッチ | 国際Aマッチ |
| 年                 | 出場        | 得点        |
| ------------------ | ----------- | ----------- |
| 1993               | 20          | 0           |
| 1994               | 22          | 0           |
| 1995               | 5           | 0           |
| 1996               | 21          | 0           |
| 1997               | 21          | 0           |
| 1998               | 21          | 0           |
| 1999               | 15          | 0           |
| 2000               | 12          | 0           |
| 2001               | 12          | 0           |
| 2002               | 12          | 0           |
| 2003               | 0           | 0           |
| 2004               | 3           | 0           |
| 2005               | 1           | 0           |
| 2006               | 7           | 0           |
| 通算               | 172         | 0           |